# Ібрагім Гашем
Ібрагім Гашем (араб. إبراهيم هاشم; 1878 — 14 червня 1958) — йорданський політик, п'ять разів очолював уряд спочатку емірату Зайордання, а потім і королівства Йорданії.

## Життєпис
Навчався у Стамбулі. Пізніше викладав право в Дамаському університеті. 1920 року переїхав до Йорданії, де 1933 очолив уряд, одночасно отримавши портфель міністра юстиції. Після виходу у відставку став головою Верховного суду Зайордання.
1958 року працював над свіжо створеним союзом між Йорданією та Іраком, у зв'язку з чим виїхав до Багдада разом з міністром оборони Сулейманом Туканом і міністром закордонних справ Хлусі аль-Хаїрі. Поряд із багдадським аеропортом вони зазнали атаки з боку місцевих революціонерів, в результаті чого Гашема й Тукана було вбито.